# 直盔马先蒿
直盔马先蒿（学名：Pedicularis orthocoryne）是列当科马先蒿属的植物，为中国的特有植物。分布在中国大陆的四川等地，生长于海拔3,960米至5,335米的地区，目前尚未由人工引种栽培。